# Village Vanguard

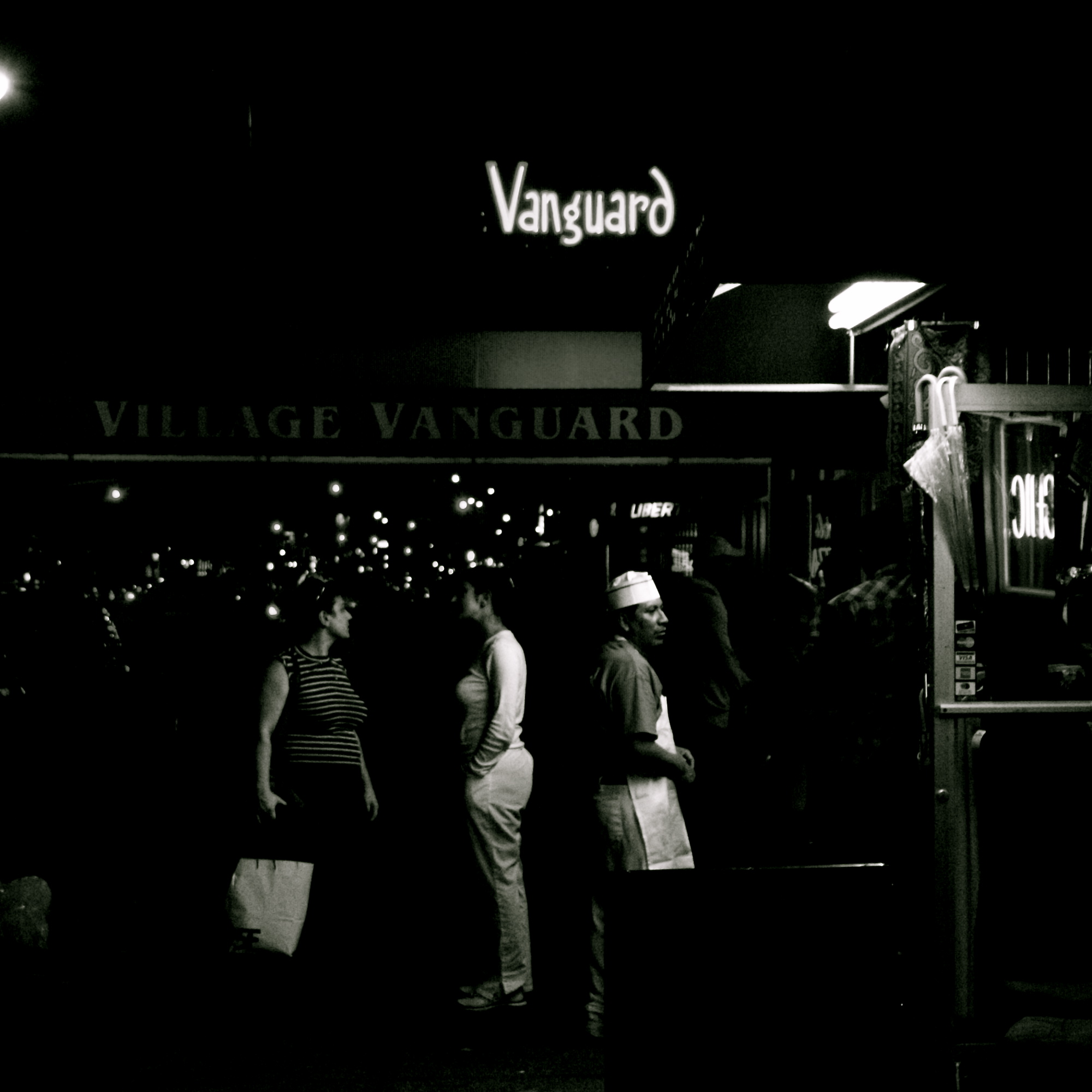
El Village Vanguard

El Village Vanguard es un célebre club de jazz de Nueva York en los Estados Unidos situado en el 178 de la Séptima Avenida (a nivel de la calle 11) en el barrio de Greenwich Village. Fue fundado en el año 1935 y ha acogido a los mejores músicos de jazz, desde John Coltrane, quien produjo famosas grabaciones, a Bill Evans o Wynton Marsalis.

## Grabaciones realizadas en el Village Vanguard
- 1957: Night at the Village Vanguard de Sonny Rollins, en Blue Note Records
- 1961: Sunday at the Village Vanguard de Bill Evans
- 1961: Live at the Village Vanguard de John Coltrane, en Impulse!
- 1961: The Complete 1961 Village Vanguard Recordings de John Coltrane
- 1963: Impressions de John Coltrane en Impulse!
- 1966: Opening Night: Thad Jones/Mel Lewis Big Band at the Village Vanguard February 7, 1966 , en AGP/Alan Grant
- 1967: Live at the Village Vanguard Again! de John Coltrane en Impulse!
- 1970: Betty Carter at the Village Vanguard de Betty Carter, en Verve
- 1976: Homecoming: Live at the Village Vanguard de Dexter Gordon, en Sony
- 1984: Live at the Village Vanguard de Michel Petrucciani, en Blue Note Records
- 1999: Live at the Village Vanguard de Wynton Marsalis, en Sony
- 2007: Live at the Village Vanguard de Bill Charlap, en Blue Note Records
- 2009: One night only de Barbra Streisand, en Sony
- 2014: Live at the Village Vanguard  de Marc Ribot Trio, Pi Recordings
- 2014: Live at the Village Vanguard de Christian McBride
- 2017: Dreams And Daggers  de Celine McLorin Salvant
- 2019: Common Practice  de Ethan Iverson`s quartet, feat. Tom Harrell